# Municipio Guelatao de Juárez
Koordinaten: 17° 19′ 1″ N, 96° 30′ 0″ W
Guelatao de Juárez, auch San Pablo Guelatao, ist eine Gemeinde (municipio) im Bundesstaat Oaxaca, Mexiko, ungefähr 60 km nordöstlich der Stadt Oaxaca de Juárez. Das Gemeindegebiet erstreckt sich über eine Fläche von 4,5 km². Verwaltungssitz und größter der beiden Orte im municipio ist das gleichnamige Guelatao de Juárez, der Geburtsort des mexikanischen Präsidenten Benito Juárez, dem hier ein Museum gewidmet ist. Der zweite Ort im municipio ist Río Grande.

## Geographie
Das Municipio Guelatao de Juárez liegt in den Bergen der Sierra Norte de Oaxaca auf einer Höhe zwischen 1500 m und 2100 m im Zentrum des Distrikts Ixtlán der Región Sierra Norte. Es zählt zur Gänze zur physiographischen Provinz der Sierra Madre del Sur und liegt vollständig im Einzugsgebiet des Río Papaloapan. Die Geologie des Gemeindegebiets wird von Kalkstein- und Sandstein-Lutiten dominiert, vorherrschender Bodentyp ist der Luvisol. Gut 55 % des Municipios sind von laubabwerfenden tropischen Wäldern bedeckt, 44 % dienen dem Ackerbau.
Die Gemeinde Guelatao de Juárez grenzt an die Gemeinden Ixtlán de Juárez und San Juan Chicomezúchil.

## Bevölkerung
Beim Zensus 2010 wurden im Municipio 544 Menschen gezählt. Davon sprachen 13,97 % eine indigene Sprache, 2 % waren Analphabeten. 43 % der Bewohner Guelatao de Juárez’ wurden als Erwerbspersonen registriert, wovon 0,91 % arbeitslos waren. Vorherrschender Wirtschaftssektor war der tertiäre Sektor (74,22 %) vor dem sekundären Sektor (12,89 %) und dem primären (11,56 %). 2 % der Bevölkerung lebten in extremer Armut.

## Politik
Die Gemeindepolitik wird weitgehend nach indigenem Gewohnheitsrecht bestimmt.